# Vlochós
Vlochós o Vlojós (en griego, Βλοχός) es un pueblo de Grecia. Pertenece al municipio de Palamás, a la unidad periférica de Karditsa y a la periferia de Tesalia. En el año 2011 contaba con una población de 574 habitantes.

## Arqueología
Cerca de este pueblo, en torno a la colina de Strongilovoúni, hay un yacimiento arqueológico en el que se han encontrado los restos de una antigua ciudad que estuvo habitada desde finales de la época arcaica o principios de la clásica hasta principios del Imperio Bizantino.
Sus restos han permanecido desconocidos hasta el siglo XXI, cuando el Instituto Sueco de Atenas y el servicio arqueológico local de Karditsa por medio de un equipo mixto de arqueólogos de la Universidad de Gotemburgo y de la Universidad de Bournemouth han realizado una investigación en esta área. 
Los restos más antiguos pertenecen a finales del siglo VI a. C., pero el auge de la ciudad parece situarse entre los siglos IV y III a. C. El área que se encuentra dentro de la muralla mide unas cuarenta hectáreas y se pueden apreciar a simple vista los restos de fortificaciones de la acrópolis, casas, puertas fortificadas y el ágora de la ciudad.